# Un peu de poivre, un peu de sel
Chansons représentant la Belgique au Concours Eurovision de la chanson
Als het weer lente is
(1965) Ik heb zorgen
(1967)
Un peu de poivre, un peu de sel est une chanson interprétée par la chanteuse belge Tonia, sortie en 45 tours en 1966 et parue sur son album Tonia en 1967. C'est la chanson sélectionnée pour représenter la Belgique au Concours Eurovision de la chanson au Concours Eurovision de la chanson 1966.
En 1967, la chanson apparaît sur l'album Tonia de la chanteuse et sur plusieurs compilations,,. L’interprète enregistre également la chanson en néerlandais rebaptisée Een beetje suiker (« Un peu de sucre »). 
Après sa participation à l'Eurovision, Tonia entame une carrière en Allemagne où elle rencontre un certain succès.

## À l'Eurovision
Interprété par la chanteuse belge Tonia à Luxembourg lors du Concours Eurovision de la chanson 1966, le titre se classa à la 4e position (sur 18) avec un total de 14 points,. C'est alors la meilleure performance belge avant L'amour ça fait chanter la vie de Jean Vallée au Concours Eurovision de la chanson 1978 à Paris qui se positionne au 2e rang des meilleurs titres. Au Concours Eurovision de la chanson 1982 à Harrogate, Stella Maessen réitère l'acte en positionnant Si tu aimes ma musique également au 4e rang des meilleurs titres. Loïc Nottet fait de même en 2015 à Vienne avec la chanson Rhythm Inside.
Elle est intégralement interprétée en français, une des langues nationales du pays, comme l'impose la règle entre 1966 et 1972. 
Un peu de poivre, un peu de sel est la 3e chanson interprétée lors de la soirée après Stop, mens legen er go de la danoise Ulla Pia et avant Ce soir je t'attendais de la luxembourgeoise Michèle Torr.

## Liste des titres
Singles de Tonia
Un grand bateau
(1966) James Bond
(1966)
Pistes de Tonia (1967)
Luna, Luna, Luna
(A7) Moi, je sais déjà
(B2)
| A1. | Un peu de poivre, un peu de sel | Phil Van Cauwenbergh | Paul Quintens   | 2:24 |
| B1. | Tu pourrais m'emmener danser    | C. Runbel            | Hector Delfosse | 2:12 |

## Classements

### Classements hebdomadaires
| Classement (1966)                       | Meilleure position |
| --------------------------------------- | ------------------ |
| Belgique (Wallonie Ultratop 50 Singles) | 13                 |